# 自我所有權
自我所有權（英語：Self-ownership），或稱個人主權（英語：Individual sovereignty），是一種個人主義概念，主張個人擁有對其自身或生命的最高控制权和最终主權。
在自我所有權的狀態下，個人對其自己的行動和身体擁有至高的權威和主權，而免於任何外部權力的干預。這個概念是個人主義政治哲學的中心思想，包括了廢奴主義、利己主義、無政府主義、古典自由主義和自由意志主義在內。
那些主張個人勞動成果為其私有財產的人，例如约翰·洛克，通常也都將其論述根基於自我所有權上，推論出如果個人擁有他們自身、那個人也必然擁有他的勞動和勞動成果。個人主權的概念強調政府的權力和權威僅限於以其他個人授權政府的程度為限，同時政府必須保持权力分散的權力架構，並且永遠堅守「政府是替個人服務、而非指揮個人」的原則。
美国宪法第十三修正案有時便被視為是提倡自我所有權概念的法案，权利法案亦然。圍繞著自我所有權的爭議主要在於「自我」的界線，例如堕胎議題，婦女對於其身體的控制權利卻也有可能危害了「胎兒的生存權利」，而在婦女被迫進行手術以生下健康的嬰兒時這個問題甚至會更加複雜。不過，儘管自我所有權支持公民權利，但它卻不包括那些會侵犯到他人的權利，這也是反墮胎者的主要論述。
除了墮胎的爭議外，安乐死和自殺議題也引起不少爭議。這些行動可以被視為是有著自殘的企圖，而這有時可能被認為是已經違反了自我所有權的原先定義，因為自我所有權意味著個人必須對自身負起責任。而當自我的界線超出人類身體之外、包含了對身外之物的權利時，自我所有權的定義也常引起爭論。
無政府資本主義者漢斯-赫爾曼·霍普則認為自我所有權是一個公理，他並主張那些反對自我所有權的人必然也會在論述過程中自相矛盾，因為用說服而非暴力方式改變他人想法的行為，只有在承認他人有自我所有權後才會發生。

## 外部連結
- Self-Ownership （页面存档备份，存于） - 史丹佛哲學百科對自我所有權的定義
- 自由的哲學，生動介紹了自我所有權的Flash短片，根基於自由意志主義的立場
- Manifesto 第一個美國無政府主義者約書亞·沃倫所撰寫的經典文章，闡述個人主權